# Hugues de Wurstemberger
Pour les articles homonymes, voir Wurstemberger.
Hugues de Wurstemberger est un photographe suisse, né le 14 décembre 1955 à Berne. 
Il est lauréat du prix Niépce en 1990 et d’un premier prix au World Press Photo Award en 1991.

## Biographie
Hugues de Wurstemberger naît le 14 décembre 1955 à Berne d’un père suisse et d’une mère française. En 1978 il entre à l’école d’art Le 75 en Belgique.   
Il se fait remarquer pour son travail sur la garde suisse pontificale, où il est entré comme auxiliaire au moment d’effectuer son service militaire qu’il effectue par période de 1977 à 1981. Ce premier travail est exposé au musée de l’Élysée de Lausanne à son ouverture en 1985. 
Hugues de Wurstemberger est lauréat du Prix Niépce Gens d’images en 1990 et d’un premier prix au World Press Photo Award en 1991.
Il est membre de l’Agence VU.

## Expositions
Liste non exhaustive
- 1985 : La garde suisse pontificale, musée de l’Élysée de Lausanne[1].
- 2009 : Les travaux et les jours à l’heure de l’industrie, Musée des beaux-arts, La Chaux-de-Fonds.
- 2005 : Pauline et Pierre à la galerie Vu, Paris[4]
- 2021 : SÈTE #21, Festival ImageSingulières, Sète[5],[3]

## Prix et récompenses
- 1990 : Prix Niépce Gens d’images[1]
- 1991 : World Press Photo, 1er prix catégorie « Arts and Entertainment » pour son portfolio « La Haute Couture lors de défilés dans différentes maisons de couture »[2].
- 2002 : Prix Silver[3]